# MediEvil: Resurrection
MediEvil: Resurrection – platformowa gra akcji wydana w Europie 1 września 2005 roku a w Stanach Zjednoczonych 13 września 2005 roku. Wydawcą oraz producentem gry jest Sony Computer Entertainment. Gra jest remake'em pierwszej części gry MediEvil z PlayStation. Jest platformową, przygodową oraz zręcznościową grą akcji.